# High Bridge (Lincoln)
High Bridge, også kendt som Glory Hole, er en bro, hvorpå High Street går over River Witham i Lincoln i Lincolnshire, England. Det er den ældste bro i Storbritannien, hvorpå der stadig står bygninger.
Broen blev opført omkring år 1160. Ribberne fra den oprindelige bro står stadig, og det gør den muligvis til den næstældste stenbro-bue i Storbritannien, og i hvert fald den ældste med bygninger ovenpå.
High Bridge er en listed building af første grad. og et scheduled monument.